# Carapa
Carapa is een geslacht uit de familie Meliaceae. Het zijn bomen van 30–55 meter hoog die voornamelijk in het tropisch regenwoud groeien. De zaden bevatten een plantaardige olie.
De botanische naam Carapa komt uit de taal van de Galibi, en betekent 'olie'.

## Soorten
Algemeen erkende soorten:
- Carapa guianensis (krappa, andiroba, crabwood): Amazonegebied, Centraal-Amerika, Caraïben
- Carapa megistocarpa (tangare): Ecuador
- Carapa procera (African crabwood, kowi, okoto): West-Afrika, Congo-Kinshasa

Carapa guianensis en Carapa procera lijken veel op elkaar, en worden soms met elkaar verward.
Naast deze drie worden veel soorten genoemd die echter niet algemeen erkend zijn. Voorbeelden hiervan zijn C. nicaraguensis en C. touloucouna, die volgens veel auteurs als synoniemen van respectievelijk C. guianensis en C. procera worden gezien.